# Union Stock Yards

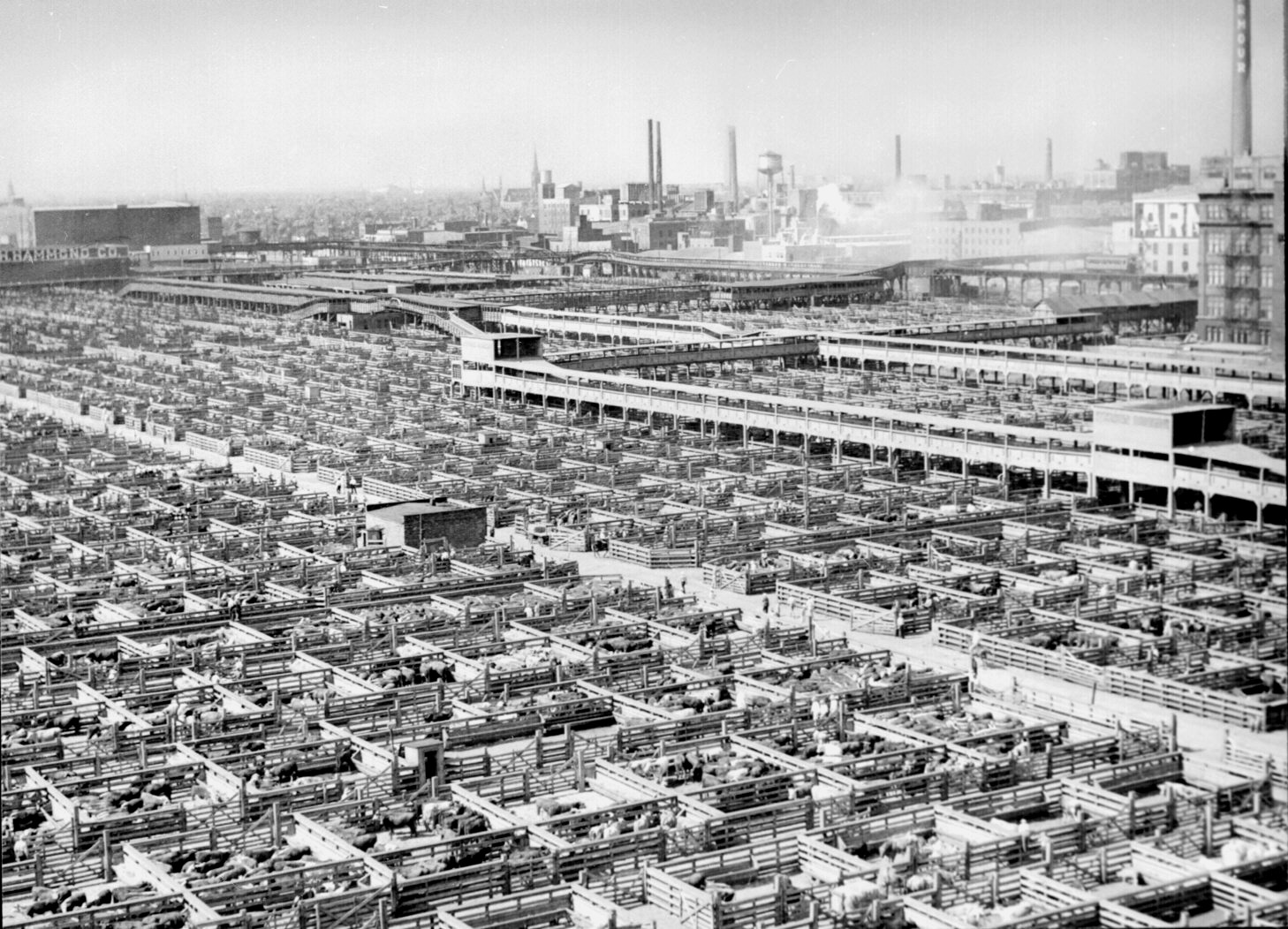
Union Stockyards, 1941

Die Union Stock Yard & Transit Co., auch kurz The Yards genannt, war ein Großunternehmen der Fleischindustrie im Stadtteil New City der Stadt Chicago im US-Bundesstaat Illinois. Sie sorgte zwischen 1865 und 1971 dafür, dass Chicago als „hog butcher for the world“ (Schweineschlächter für die Welt) bekannt wurde und jahrzehntelang das Zentrum der amerikanischen Fleischverarbeitungsindustrie war. Beginnend mit dem Sezessionskrieg bis in die 1920er-Jahre und dem geschäftigsten Jahr 1924, wurde in Chicago mehr Fleisch verarbeitet als an jedem anderen Ort der Welt. Das Unternehmen nahm seinen Betrieb zu Weihnachten des Jahres 1865 nach sechsmonatiger Bauzeit auf. Die Yards stellten zu Mitternacht am 30. Juli 1971 nach einigen Dekaden des Niedergangs während der Dezentralisierung der Fleischindustrie den Betrieb ein. Das Eingangsgebäude (Union Stock Yards Gate) wurde am 24. Februar 1972 zu einem Chicagoer Denkmal und am 29. Mai 1981 außerdem zum National Historic Landmark erklärt. Die in den Stock Yards entwickelte Fließbandproduktion von Fleisch war richtungsweisend für die Gestaltung von Schlachthöfen in aller Welt und wird heute noch in weiterentwickelter Form angewendet.

## Geschichte

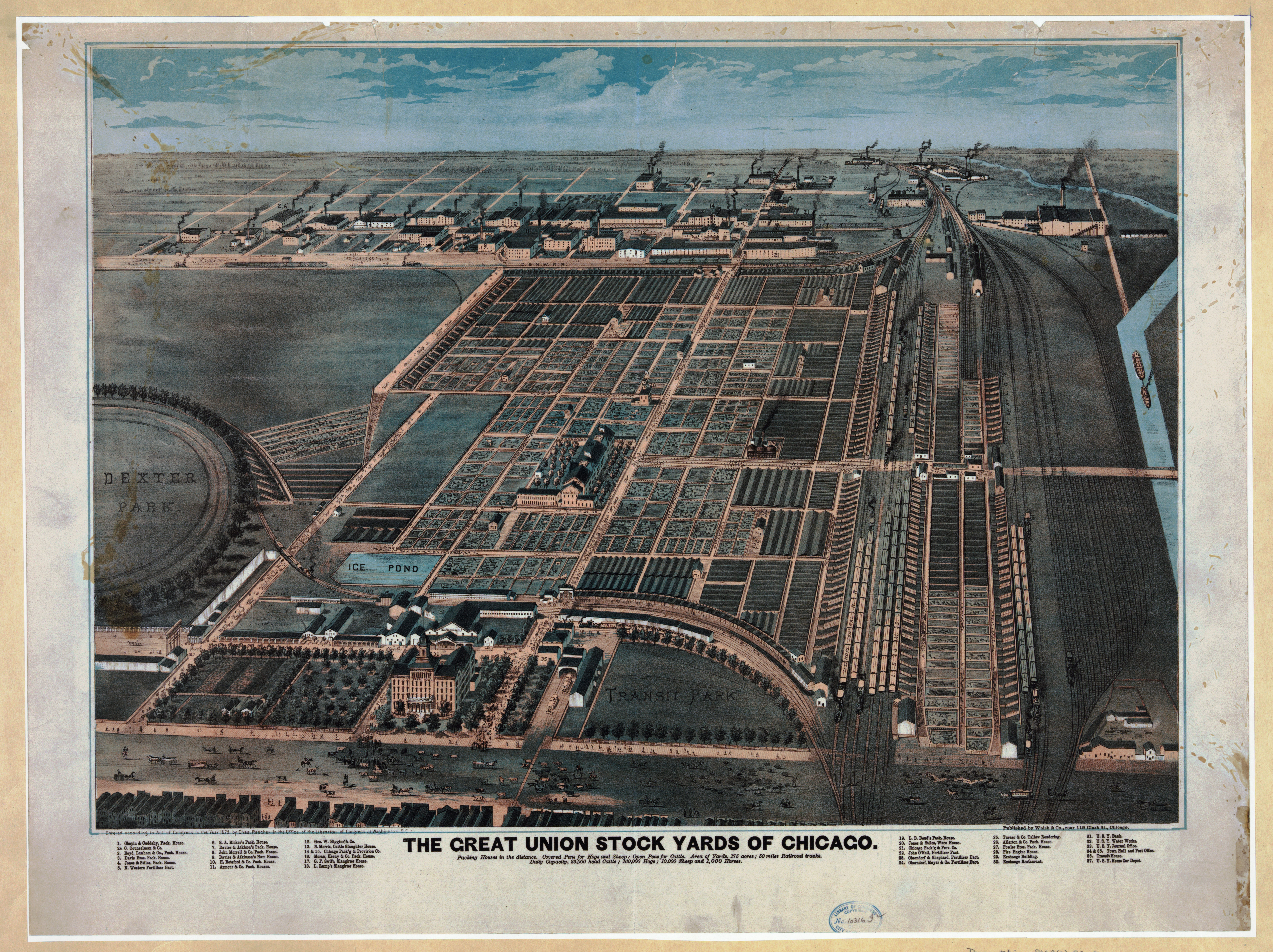
Die Union Stockyards in Chicago, 1878

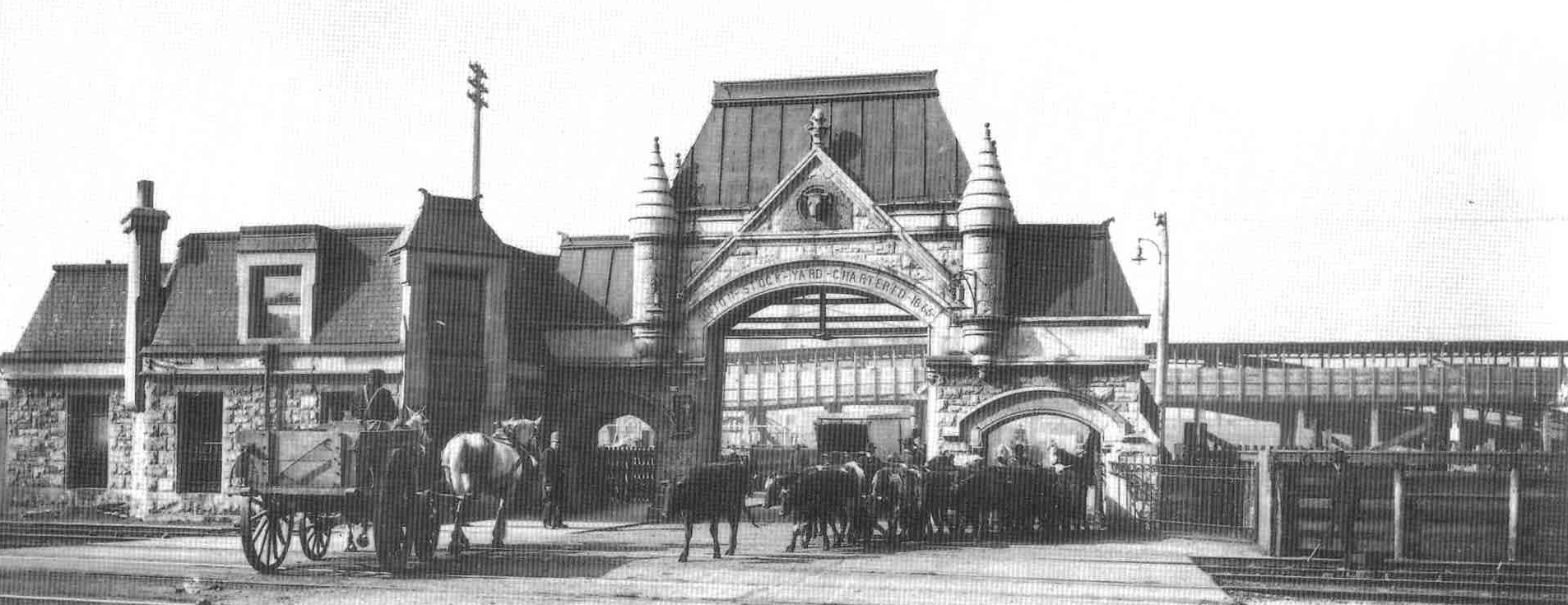
Das Union Stock Yard Gate im 19. Jahrhundert.

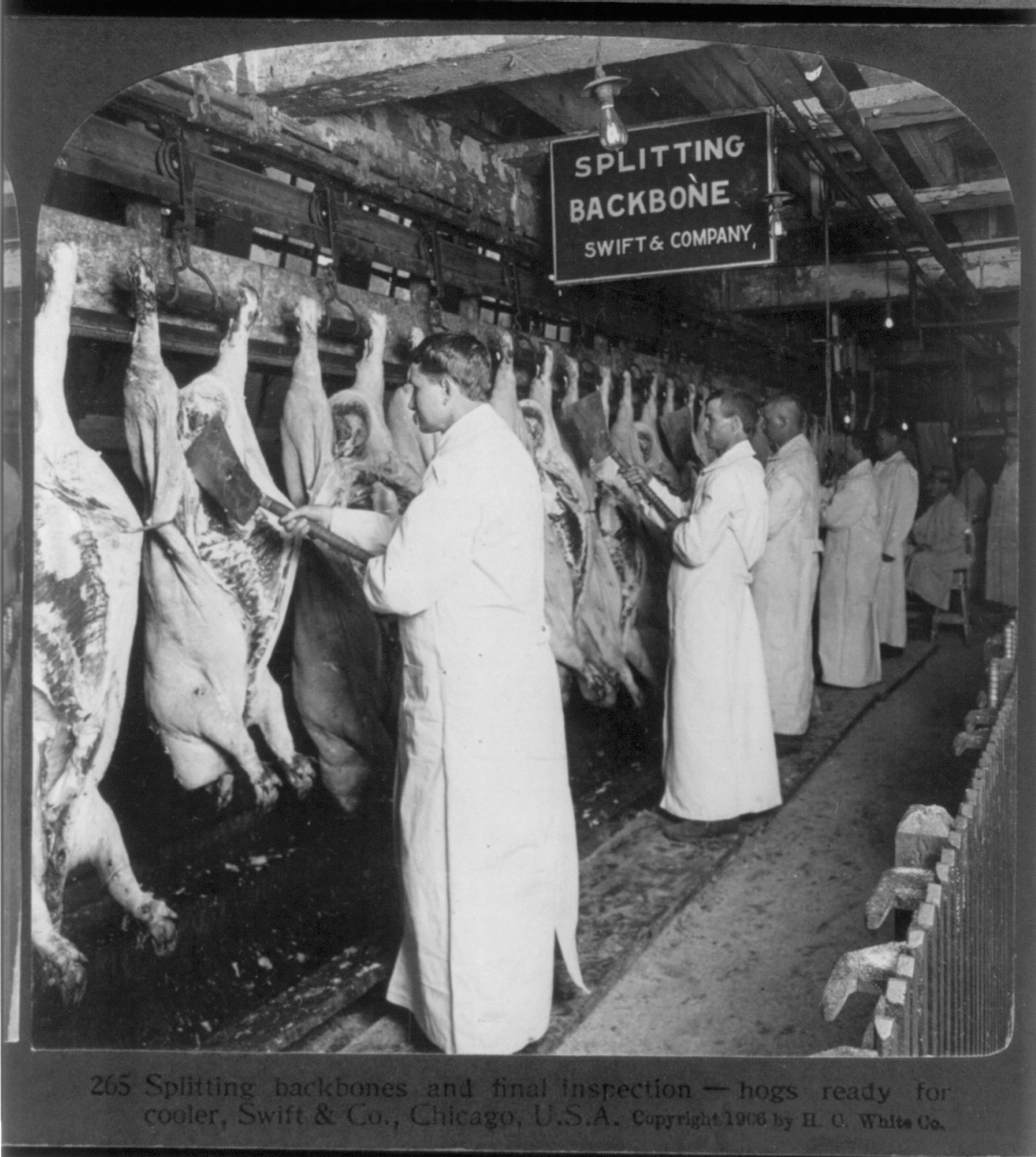
Fleischinspekteure in den Union Stock Yards in einem Schlachthof von Gustavus Franklin Swift (1906)

Vor der Errichtung der Gebäude boten Gastwirte Futter und Obhut für Viehherden an, die auf ihren Verkauf warteten. Mit zunehmender Verbreitung der Eisenbahn in den Vereinigten Staaten wurden Lagerplätze in und um die Stadt herum errichtet. 1848 waren viele kleine Lagerplätze entlang der Schienenstrecken über das gesamte Stadtgebiet verstreut. Für die Zusammenlegung all dieser Lagerplätze gab es eine ganze Reihe Gründe: Die westwärtige Erweiterung der Eisenbahn brachte Wohlstand in ein Chicago, das sich zu einem Eisenbahnknotenpunkt entwickelte; die Blockade des Mississippi während des Bürgerkriegs, die die Handelsroute entlang des Stroms unterbrach; der Einfluss der Fleischverarbeiter und des Viehs auf Chicago. Um die Geschäfte zusammenzuführen, wurden die Union Stock Yards im Sumpfland südlich der Stadt errichtet. Ein Konsortium von neun Eisenbahngesellschaften (daher der Namensbestandteil Union) erwarb ein 320 acre (130 Hektar) großes Stück Sumpfland im Südwesten Chicagos im Jahre 1864 für den damaligen Preis von 100.000 US-Dollar. Die Yards waren über eine 24 Kilometer (15 Meilen) lange Eisenbahnstrecke mit den Haupteisenbahnstrecken der Stadt verbunden. Am Ende wies das auf 375 acres (150 Hektar) angewachsene Gelände 2.300 separate Pferche und eine Menge Saloons, Hotels, Restaurants und Verwaltungsgebäude auf. Unter der Leitung von Timothy Blackstone, einem der Gründer und dem ersten Präsidenten der Union Stock Yards and Transit Company, erfuhren die Yards ein enormes Wachstum. Während im Jahr 1870 rund zwei Millionen Stück Vieh verarbeitet wurden, steigerte sich die Zahl auf neun Millionen im Jahr 1890. Zwischen 1865 und 1900 wurden etwa 400 Millionen Stück Vieh auf dem Gelände geschlachtet. Zur Jahrhundertwende des 20. Jahrhunderts beschäftigten die Yards 25.000 Menschen und produzierten 82 Prozent des US-amerikanischen Fleischs. Im Jahr 1921 arbeiteten hier 40.000 Menschen. Zweitausend dieser Mitarbeiter waren direkt bei der Union Stock Yard & Transit Co. angestellt, während der Rest für Unternehmen wie zum Beispiel die Fleischverarbeiter arbeitete, die Fabriken auf dem Gelände unterhielten. Um 1900 beinhaltete das 475 Acre (190 Hektar) große Gelände rund 80 km (50 Meilen) Straße und hatte 208 km (130 Meilen) Schienen entlang seiner Grenzen. Zu Spitzenzeiten bedeckten die Yards beinahe eine Quadratmeile Land (2,6 km²), von der Halsted Street bis zur Ashland Avenue und von der 39. Straße, der heutigen Pershing Road, bis zur 47. Straße.
An jedem Tag wurden rund 1,9 Millionen Liter Wasser aus dem Chicago River in die Yards gepumpt. Der südliche Arm des Flusses wurde derart durch Abwässer vom Gelände verschmutzt, dass der Fluss aufgrund der bei der Verrottung der Abwässer entstehenden Gase den Beinamen Bubbly Creek erhielt. Der Seitenarm blubbert auch heute noch. Als die Stadt im Jahr 1900 die Fließrichtung des Chicago Rivers umkehrte, geschah dies, um zu verhindern, dass die Abwässer des Yard und andere Abwässer der Stadt den Lake Michigan und somit das Trinkwasserreservoir der Stadt verschmutzen.
Das Fleischpackerviertel wurde zwischen 1908 und 1957 durch eine kurze Linie der “L” mit einigen Zwischenstopps angefahren. Dies geschah hauptsächlich zum täglichen Transport der tausenden Arbeiter und auch Touristen zum Gelände. Die Linie wurde errichtet, als die Stadt gezwungen war, die Schienen auf der 40. Straße zu entfernen.

### Auswirkungen auf die Industrie
Die Größe und das Ausmaß der Yards sowie technologische Neuerungen im Bahntransport und in der Kühlung begünstigten das Entstehen der ersten amerikanischen globalen Unternehmen, die von Entrepreneuren wie Gustavus Franklin Swift und Philip Danforth Armour gegründet wurden. Der mechanisierte Prozess mit seinem Tötungsrad und Förderbändern gaben der Automobilindustrie die Inspiration für die heutigen Fertigungsbänder. Außerdem spielten Absicherungstransaktionen der Unternehmen auf dem Yard eine Schlüsselrolle für die Gründung und das Wachstum der Chicagoer Waren- und Terminbörse.
Viele Unternehmen der Fleischverpackungsindustrie waren rund um die Yards konzentriert, inklusive der Unternehmen Armour and Company, Swift & Company, Morris & Company und G. H. Hammond. Schließlich blühten auch verwandte Industriebetriebe in der Nachbarschaft auf, die sich mit der Herstellung von Leder, Seife, Dünger, Kleber, Gelatine, Schuhpolitur, Knöpfen, Parfum, Elfenbeinimitat und Violinsaiten beschäftigten.

### Brand

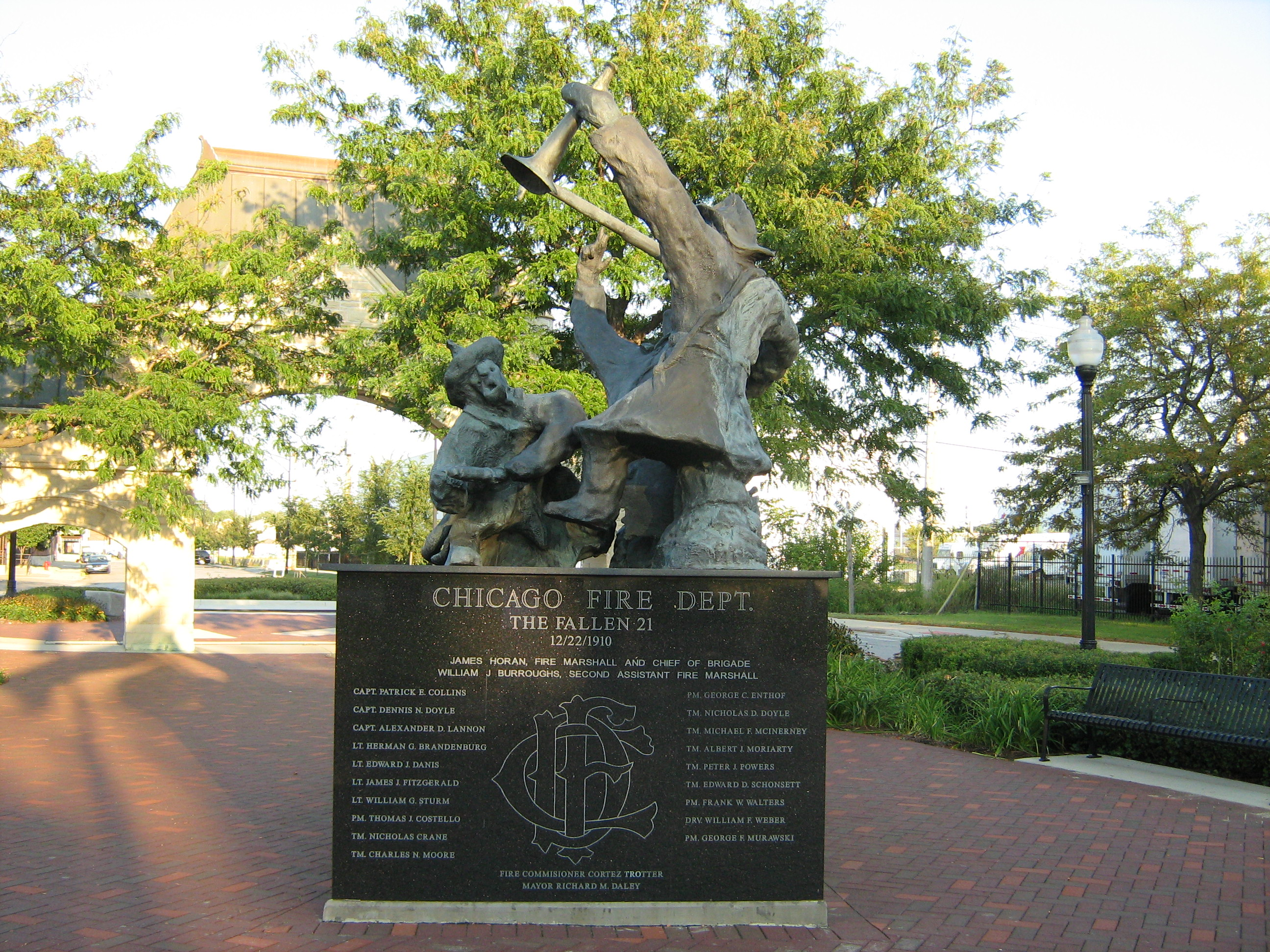
Denkmal für die verstorbenen Feuerwehrmänner

Am 22. Dezember 1910 brach ein Feuer auf dem Gelände aus, das einen Schaden in Höhe von 400.000 US-Dollar verursachte und einundzwanzig Feuerwehrleute das Leben kostete. Unter den Toten war der Fire Marshal (vergleichbar einem deutschen Feuerwehrdirektor oder Kreisbrandmeister) James J. Horan. Fünfzig Feuerwehrwagen- und sieben Leiterwagenbesatzungen bekämpften den Großbrand, der am 23. Dezember von Chief Seyferlich als gelöscht gemeldet wurde. Im Jahr 2004 wurde an der Stelle des Brandes von 1910 eine Gedenkstätte für alle Chicagoer Feuerwehrmänner eingeweiht, die in Erfüllung ihrer Arbeit ihr Leben verloren haben.

## Niedergang und heutige Verwendung

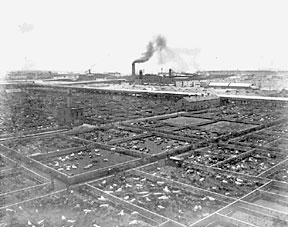
Die Viehpferche der Union Stock Yards, 1880

Die Blüte der Yards war bedingt durch die Konzentration der Eisenbahn und die Entwicklung der Kühlwaggons. Ihr Niedergang kam durch Weiterentwicklungen im Transport- und Verteilsystem nach dem Zweiten Weltkrieg. Der direkte Verkauf von Schlachtvieh von den Züchtern an die Verarbeitungsbetriebe, gefördert durch die Weiterentwicklung des LKW-Verkehrs, machte es billiger, die Tiere direkt beim Züchter zu schlachten und nicht erst zu zentralen Sammelstellen zu bringen. Zunächst leisteten die großen fleischverarbeitenden Betriebe Widerstand, aber die beiden Unternehmen Smith und Armour gaben nach und verließen ihre Fabriken im Yard in den 1950er-Jahren.
Im Jahre 1971 wurde das Gebiet zwischen der Pershing Road, Ashland, Halsted, und 47. Straße umgewidmet zum Stockyards Industrial Park. Die Nachbarschaft westlich und südlich des Industrieparks ist immer noch als Back of the Yards (hinter den Yards) bekannt und beheimatet immer noch eine blühende Immigranten-Bevölkerung.

### Eingangsgebäude

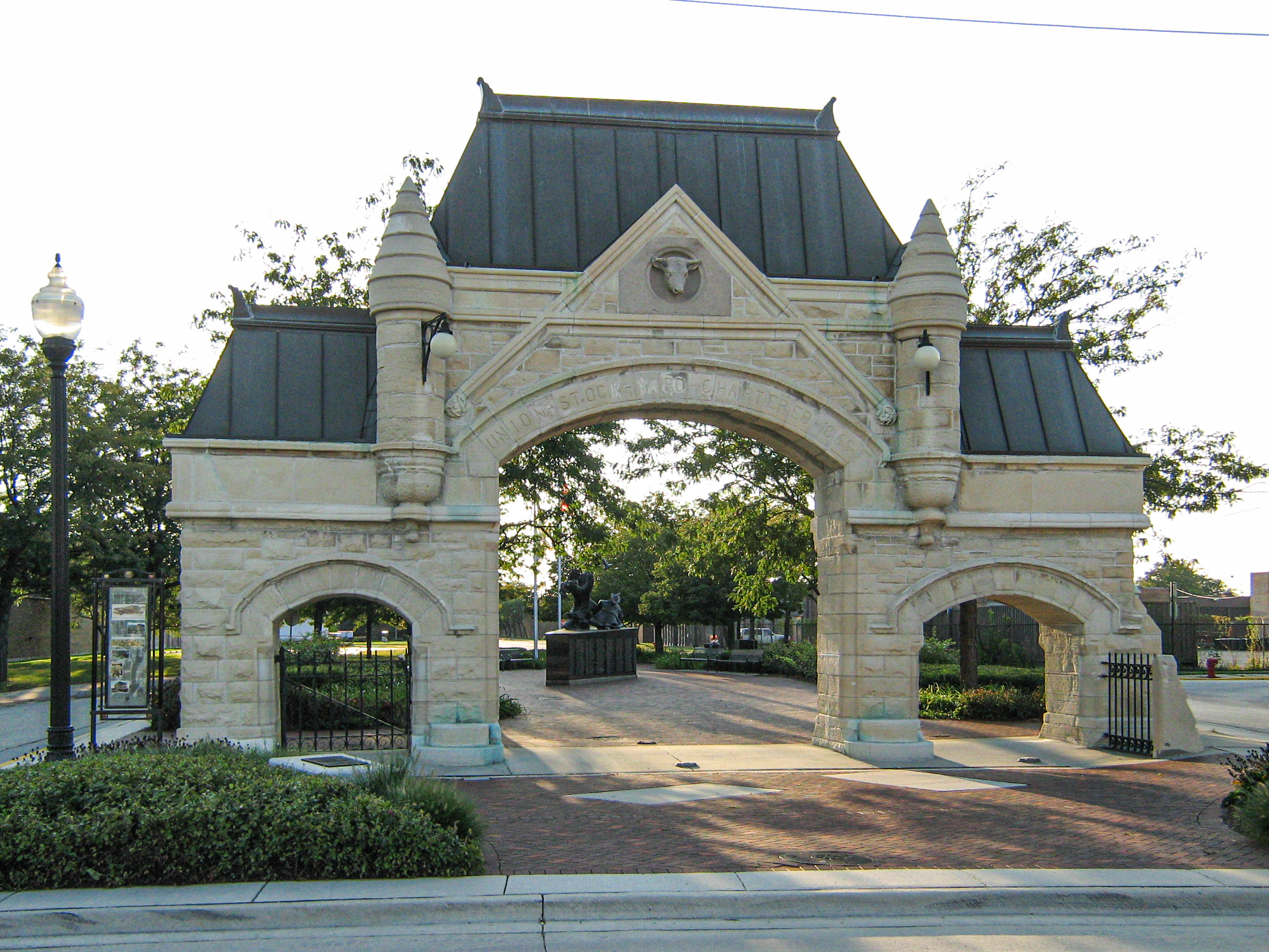
Das Union Stock Yard Gate im Jahre 2008.

Ein Überbleibsel der Eingangstore überspannt immer noch die Exchange Avenue, direkt neben der Gedenkstätte für die Feuerwehrleute. Man kann das Gebäude sehen, wenn man auf der Halsted Street entlangfährt. Dieses Kalkstein-Gebäude, das den Eingang zu den Yards markierte, ist eines der wenigen Überbleibsel aus der Zeit, als Chicago die Stadt des Viehs und der Fleischindustrie war.
Der Ochsenschädel über dem zentralen Bogen soll Sherman darstellen, einen Preisbullen, der nach John B. Sherman, einem der Gründer der Union Stock Yard and Transit Company, benannt wurde.

## Wissenswertes
- Das Gelände war eine wichtige Touristenattraktion und wurde beispielsweise von Rudyard Kipling, Paul Bourget und Sarah Bernhardt besucht.
- Im Jahr 1906 veröffentlichte Upton Sinclair sein Buch The Jungle, das die schrecklichen Zustände auf dem Gelände zur Jahrhundertwende des 20. Jahrhunderts aufdeckte.
- Carl Sandburg spielt in seinem Gedicht Chicago auf die Yards an: “proud to be Hog Butcher, Tool Maker, Stacker of Wheat, Player with Railroads and Freight Handler to the Nation”.
- Frank Sinatra erwähnte die Yards in seinem Lied aus dem Jahr 1964 My Kind of Town.[18]
- Die Yards werden im ersten Kapitel von Thomas Pynchons Roman Against the Day erwähnt.
- Am 9. Januar 2007 zerstörte ein Großfeuer ein großes Lagerhaus der Rosebud Display and Packaging Company an der Nordseite der Yards, weniger als zwei Kilometer von der Gedenkstätte entfernt.[19]
- Skip James’ Lied Hard Time Killin' Floor Blues bezieht sich auf den Spitznamen der Schlachterei der Yards zur Zeit der großen Depression in den 1930er Jahren.
- Das Theaterstück Die heilige Johanna der Schlachthöfe von Bertolt Brecht spielt im Chicago der späten 1920er Jahre und thematisiert die schlechten Arbeitsbedingungen in den Stock Yards und den Kampf der Arbeiter dagegen.